# Sarcophanops samarensis
Il beccolargo caruncolato delle Visayas (Sarcophanops samarensis Steere, 1890) è un uccello passeriforme della famiglia degli Eurilaimidi.

## Descrizione

### Dimensioni
Misura fino a 15 cm di lunghezza, coda compresa.

### Aspetto
Si tratta di uccelli robusti, muniti di una grossa testa, collo corto e largo, becco largo e piuttosto lungo, leggermente uncinato in punta, e di due vistosi cerchi perioculari nudi presenti in entrambi i sessi.

La testa è nera con riflessi violacei, ai lati del collo e sulla nuca è presente una banda biancastra: anche le remiganti, per il resto nere, sono percorse da una banda latitudinale bianca, con la rimanente parte dell'ala ed il dorso che si mostrano bruni, mentre petto e ventre sono anch'essi bruni, ma più chiari e con decise sfumature cannella. Il basso ventre e il sottocoda sono bianco-giallastri, mentre groppa, codione e coda sono di color nocciola: il becco è bluastro, le zampe sono nerastre, gli occhi sono verde-bluastri con anello perioculare azzurro brillante. I sessi sono simili, ma la femmina presenta petto e ventre più chiari, con tinte biancastre soprattutto nella parte centrale.

## Biologia
Si tratta di uccelli molto timidi e dalle abitudini diurne, che vivono perlopiù solitari o in coppie, a volte associandosi ad altre specie affini durante la ricerca di cibo.

### Alimentazione
La dieta di questi animali è essenzialmente insettivora, ma comprende anche altri piccoli invertebrati e le loro larve, frutta ben matura e bacche.

### Riproduzione
La riproduzione di questi uccelli schivi e poco studiati non è ancora stata osservata in natura.

## Distribuzione e habitat
Come intuibile dal nome comune, il beccolargo caruncolato delle Visayas è endemico delle omonime isole filippine: in particolare, questo uccello abita la porzione orientale dell'arcipelago, dove è localmente comune su Samar (da cui prende il nome scientifico), Leyte e Bohol. Il suo habitat è rappresentato dalla foresta pluviale primaria fino a 750 m di quota: la frequente associazione di questi uccelli ad aree calcaree con affioramenti rocciosi può essere spiegata col fatto che tali aree, prestandosi poco alla coltivazione, sono meno soggette alla pressione antropica, alla quale l'eurilaimo caruncolato delle Visayas è molto sensibile.